# Polacantha badia
Polacantha badia là một loài ruồi trong họ Asilidae. Polacantha badia được Martin miêu tả năm 1975.